# أوستين جيرارد سميث
أوستين جيرارد سميث (بالإنجليزية: Austin Smith)‏ هو كيميائي بريطاني، ولد في 1960 في مرزيسايد في المملكة المتحدة.